# Paul Grégoire
Paul Grégoire, (ur. 24 października 1911 w Verdun, zm. 30 października 1993 w Montrealu) – kanadyjski duchowny katolicki, kardynał, arcybiskup metropolita Montrealu.

## Życiorys
Święcenia kapłańskie przyjął 22 maja 1937 roku. Po studiach na uniwersytecie w Montrealu obronił doktorat z filozofii. 11 lat był duszpasterzem akademickim. 26 października 1961 roku został biskupem tytularnym Curubi i biskupem pomocniczym Montrealu. W 1965 roku Konferencja Episkopatu Kanady wybrała go na przewodniczącego Komisji ds. Ekumenizmu. 11 grudnia 1967 roku otrzymał nominację na administratora apostolskiego Montrealu, a 20 kwietnia 1968 roku na arcybiskupa metropolitę tego miasta. Funkcję tę pełnił do 17 marca 1990 roku, kiedy to z racji podeszłego wieku złożył rezygnację. Na konsystorzu 28 czerwca 1988 roku Jan Paweł II wyniósł go do godności kardynalskiej z tytułem prezbitera Nostra Signora del Santissimo Sacramento e Santi Martiri Canadesi. Doktor honoris causa uniwersytetu w Montrealu. Zmarł w Montrealu i pochowano go w miejscowej archikatedrze.